# Síndrome de Vogt-Koyanagi-Harada
El síndrome de Vogt-Koyanagi-Harada es una enfermedad sistémica autoinmune caracterizada por la aparición de uveítis, hipoacusia, alopecia, encefalitis y vitíligo. La reacción inflamatoria provocada por la alteración del sistema inmunitario afecta a diversos órganos ricos en pigmentos (úvea, retina y algunos pares craneales, causantes de la pérdida de audición).

## Historia
El primero en describirlo fue un médico árabe en torno al año 940 a. C. En 1906 Vogt y en 1929 Koyanagi describieron diversas modalidades del síndrome en pacientes que presentaban iridociclitis, meningoencefalitis asociada a vitíligo e hipoacusia. Por la misma época (1926) Harada describe el cuadro de un paciente con uveítis bilateral asociada a encefalitis, adoptándose finalmente en 1951 la nomenclatura actual.

## Manifestaciones clínicas
La enfermedad suele comenzar con un episodio febril seguido de uveitis bilateral asociada a coroiditis y neuritis óptica. Puede acompañarse de hipoacusia neurosensorial y tinnitus, vitíligo, poliosis y alopecia, y en algunos casos incluso meningitis o encefalitis.

## Clasificación
Los tres tipos principales del síndrome son:
| Tipo | Características                                                  |
| ---- | ---------------------------------------------------------------- |
| I    | Patología ocular sin patología de oído o dermatológica.          |
| II   | Patología ocular y al menos un síntoma en oídos o piel.          |
| III  | Patología ocular con al menos dos síntomas en otra localización. |